# 明日があるなら
『明日があるなら』は、1985年のシドニィ・シェルダンによる小説、またそれを題材としたテレビシリーズである。

## あらすじ
優秀な銀行員のトレイシー・ホイットニーは妊娠中で、婚約も控え、幸せの絶頂にいた。だが、彼女の母親ドリスが経営する会社がギャングに乗っ取られ、多額の負債を背負わされたドリスは自殺してしまう。母親の自殺と、その原因を知ったトレイシーはギャングに復讐を誓うのだった。

## テレビシリーズ
1986年にアメリカでテレビシリーズとして放映された。日本では、テレビ東京の木曜洋画劇場で『真夜中のエンジェル』のタイトルで放送されたほか、VHSも販売された。

### キャスト
カッコ内は吹替版（テレビ東京版/ビデオ版の順に記載）
- トレーシー：マドリン・スミス＝オズボーン（島村佳江/田島令子）
- ジェフ：トム・ベレンジャー（古川登志夫/森功至）
- クーパー：デヴィッド・キース（千田光男/千田光男）
- ウィリー：ジャック・ウェストン（増岡弘/村松康雄）

### ソフト販売
1990年に字幕版と吹替版のVHSがCBS/FOXから発売。全3巻セット。その後、2008年にNBC ユニバーサル・エンターテイメントジャパンから2枚組DVDが発売。DVDに収録されている吹替版は、ディスク1にはテレビ東京版が、ディスク2にはビデオ版が収録されている。これは、テレビ東京版のTV放送用にカットされた素材では後半での欠落部分が多かったためである。